# Gare de Purettone
La gare de Purettone est une gare ferroviaire française de la ligne de Bastia à Ajaccio (voie unique à écartement métrique), située sur le territoire de la commune de Borgo, dans le département de la Haute-Corse et la Collectivité de Corse.
C'est une halte des Chemins de fer de la Corse (CFC), du « secteur périurbain de Bastia », desservie éventuellement, par des trains des Chemins de fer de la Corse. Arrêt facultatif (AF), il faut signaler sa présence au conducteur pour qu'il y ait un arrêt du train.

## Situation ferroviaire
Établie à 34 mètres d'altitude, la halte de Purettone est située au point kilométrique (PK)... de la ligne de Bastia à Ajaccio (voie unique à écartement métrique), entre les gare de Tragone (AF) et de la Maison d'arrêt de Borgo (AF).
Elle dispose d'un quai court.

## Service des voyageurs

### Accueil
Halte CFC, c'est un point d'arrêt non géré (PANG) à accès libre. Elle dispose d'un quai latéral équipé d'un abri. C'est un arrêt facultatif (AF) : le train ne s'arrête que si la demande a été faite au conducteur.

### Dessertes
Purettone est desservie (éventuellement : arrêt facultatif (AF)) par des trains des CFC « grande ligne » de la relation Bastia - Ajaccio, ou Corte, et Bastia - Calvi. C'est également une halte du « Secteur périurbain de Bastia » desservie par des trains CFC de la relation Bastia - Casamozza.

### Intermodalité
Le stationnement des véhicules est difficile à proximité.